# 510年代
510年代（ごひゃくじゅうねんだい）は、西暦（ユリウス暦）510年から519年までの10年間を指す十年紀。

## できごと

### 511年
- この頃、山背の筒城（京都府綴喜郡）に宮を遷す（紀）。

### 512年
- この頃、朝鮮半島で任那が滅亡する。（512年から525年の間）

### 513年
- 百済より五経博士が日本に来る。

### 514年
- サセックス王アエレ、イングランドのブレトワルダ（覇王）位から退く（在位477年-）。

### 518年
- 東ローマ帝国皇帝がアナスタシウス1世 (在位491年-)からユスティヌス1世に (在位 -527年)。ユスティニアヌス王朝のはじめ。
- この頃、弟国（京都府乙訓郡）に宮を遷す（紀）。

### 519年
- ウェセックス王チェルディッチ、イングランドのブレトワルダ（覇王）となる（在位 -534年）。